# Semaine européenne de l'astronomie et des sciences spatiales
La Semaine européenne de l'astronomie et des sciences spatiales,, en anglais European Week of Astronomy and Space Science (EWASS), anciennement la Rencontre astronomique européenne et nationale conjointe, en anglais Joint European and National Astronomical Meeting (JENAM), constitue la rencontre annuelle de la Société européenne d'astronomie.

## Structure et organisation
La Semaine européenne de l'astronomie et des sciences spatiales est la plus grande conférence de l'astronomie européenne. Elle est constituée de sessions plénières, de la remise de plusieurs prix, de nombreux symposiums qui ont lieu en parallèle ainsi que de sessions et de rencontres spéciales.
La Société européenne d'astronomie organise cette semaine annuelle avec l'une de ses sociétés membres afin de renforcer ses liens avec les communautés nationales, d'élargir les connexions entre les membres individuels et de promouvoir les réseaux européens.